# Cantón de Roubaix-Centro
El cantón de Roubaix-Centro era una división administrativa francesa, que estaba situada en el departamento de Norte y la región de Norte-Paso de Calais.

## Composición
El cantón estaba formado por una fracción de la comuna que le daba su nombre:
- Roubaix (fracción)

## Supresión del cantón de Roubaix-Centro
En aplicación del Decreto nº 2014-167 de 17 de febrero de 2014, el cantón de Roubaix-Centro fue suprimido el 22 de marzo de 2015 y la fracción de la comuna que le daba su nombre se unió con las demás fracciones para que, por medio de una reestructuración cantonal, fueran creados los nuevos cantones de Roubaix-1 y Roubaix-2.